# Таушик
Тауши́к (каз. Таушық) — село у складі Тупкараганського району Мангистауської області Казахстану. Адміністративний центр та єдиний населений пункт Таушицького сільського округу.
У радянські часи село називалось Таучик.
Населення — 2765 осіб (2021; 2604 у 2009, 2116 у 1999, 1883 у 1989).